# 喜劇 駅前怪談
『喜劇 駅前怪談』（きげき えきまえかいだん）は、1964年6月11日に東宝系で公開された日本映画。カラー。東宝スコープ。東京映画作品。93分。
キャッチコピーは「お色気! 爆笑! ショックの連続! ど肝を抜く大型喜劇決定版!」。

## 概要
『駅前シリーズ』第8作。
本作は『喜劇 駅前温泉』以来の首都圏以外の舞台で、山梨県は勝沼駅（現：勝沼ぶどう郷駅）近辺で「武田信玄の隠し湯」を巡っての騒動となる。タイトルに「怪談」とあるが、怖がりの三木のり平をお化けに扮して驚かす程度で、ホラー性は無い。
『社長シリーズ』でおなじみの久慈あさみが助演している。
なお伴淳三郎は、本作から「松竹」のテロップが外された。

## スタッフ
- 製作：佐藤一郎、金原文雄
- 脚本：長瀬喜伴
- 監督：佐伯幸三
- 撮影：黒田徳三
- 録音：長岡憲治
- 整音：西尾昇
- 照明：比留川大助
- 美術：小島基司
- 音楽：広瀬健次郎
- 編集：広瀬千鶴
- 助監督：松本あきら
- 現像：東京現像所
- 製作担当者：大久保欣四郎

## 出演者
- 森田徳之助：森繁久彌
- 坂井次郎：フランキー堺
- 伴野孫作：伴淳三郎
- 圭子：淡島千景
- みどり：淡路恵子
- 染太郎：池内淳子
- 京子：乙羽信子
- おくま：沢村貞子
- 藤子：久慈あさみ
- 由美：島かおり
- 三井正平：三木のり平
- 藤山会長：松村達雄
- 高林区長：加東大介
- 八重：山東昭子
- 明美：北あけみ
- 武田信玄：田中志幸
- 女将：利根はる恵
- 観光会社の社長：三遊亭小円馬
- 流しの兄弟：つくば兄弟
- しまやの女中：松波志保

## 同時上映
『日本一のホラ吹き男』
- 脚本：笠原良三／監督：古澤憲吾／主演：植木等